# North American Soccer League 1980
La temporada 1980 de la North American Soccer League (NASL) fue la 13.ª edición realizada de la  primera división del fútbol en los Estados Unidos y Canadá. Los New York Cosmos ganaron la liga luego de vencer en la final del Soccer Bowl a los Fort Lauderdale Strikers por 3 a 0 y quedándose con su cuarta título.

## Equipos participantes
| - Atlanta Chiefs - Memphis Rogues - California Surf - Chicago Sting - Detroit Express - Dallas Tornado - Edmonton Drillers - Fort Lauderdale Strikers - Houston Hurricane - Los Angeles Aztecs - Minnesota Kicks - New England Tea Men | - New York Cosmos - Philadelphia Fury - Portland Timbers - Rochester Lancers - San Diego Sockers - San Jose Earthquakes - Seattle Sounders - Tampa Bay Rowdies - Toronto Blizzard - Tulsa Roughnecks - Vancouver Whitecaps - Washington Diplomats |

## Tabla de posiciones
Sistema de puntos: 6 puntos por una victoria (después de los 90 minutos, tras los 30 minutos del tiempo extra o en los penales), ninguno por una derrota y 1 punto adicional a cualquier encuentro disputado que haya marcado hasta 3 goles en un partido.

### Conferencia Nacional

#### División del este
| Pos. | Equipos              | PJ | G  | P  | GF | GC | Dif. | Pts. |
| ---- | -------------------- | -- | -- | -- | -- | -- | ---- | ---- |
| 1    | New York Cosmos      | 32 | 24 | 8  | 87 | 41 | +46  | 213  |
| 2    | Washington Diplomats | 32 | 17 | 15 | 72 | 61 | +11  | 159  |
| 3    | Toronto Blizzard     | 32 | 14 | 18 | 49 | 65 | -16  | 128  |
| 4    | Rochester Lancers    | 32 | 12 | 20 | 42 | 67 | -25  | 109  |

     Clasifica a la fase final.

#### División del centro
| Pos. | Equipos          | PJ | G  | P  | GF | GC | Dif. | Pts. |
| ---- | ---------------- | -- | -- | -- | -- | -- | ---- | ---- |
| 1    | Dallas Tornado   | 32 | 18 | 14 | 57 | 58 | -1   | 157  |
| 2    | Minnesota Kicks  | 32 | 16 | 16 | 66 | 56 | +10  | 147  |
| 3    | Tulsa Roughnecks | 32 | 15 | 17 | 56 | 62 | -6   | 139  |
| 4    | Atlanta Chiefs   | 32 | 7  | 25 | 34 | 84 | -50  | 74   |

     Clasifica a la fase final.

#### División del oeste
| Pos. | Equipos             | PJ | G  | P  | GF | GC | Dif. | Pts. |
| ---- | ------------------- | -- | -- | -- | -- | -- | ---- | ---- |
| 1    | Seattle Sounders    | 32 | 25 | 7  | 74 | 31 | +43  | 125  |
| 2    | Los Angeles Aztecs  | 32 | 20 | 12 | 61 | 52 | +9   | 174  |
| 3    | Vancouver Whitecaps | 32 | 16 | 16 | 52 | 47 | +5   | 139  |
| 4    | Portland Timbers    | 32 | 15 | 17 | 50 | 53 | -3   | 133  |

     Clasifica a la fase final.

### Conferencia Americana

#### División del este
| Pos. | Equipos                  | PJ | G  | P  | GF | GC | Dif. | Pts. |
| ---- | ------------------------ | -- | -- | -- | -- | -- | ---- | ---- |
| 1    | Tampa Bay Rowdies        | 32 | 19 | 13 | 61 | 50 | +11  | 168  |
| 2    | Fort Lauderdale Strikers | 32 | 18 | 14 | 61 | 55 | +6   | 163  |
| 3    | New England Tea Men      | 32 | 18 | 14 | 54 | 56 | -2   | 154  |
| 4    | Philadelphia Fury        | 32 | 10 | 22 | 42 | 68 | -26  | 98   |

     Clasifica a la fase final.

#### División del centro
| Pos. | Equipos           | PJ | G  | P  | GF | GC | Dif. | Pts. |
| ---- | ----------------- | -- | -- | -- | -- | -- | ---- | ---- |
| 1    | Chicago Sting     | 32 | 21 | 11 | 80 | 50 | +30  | 187  |
| 2    | Houston Hurricane | 32 | 14 | 18 | 56 | 69 | -13  | 130  |
| 3    | Detroit Express   | 32 | 14 | 18 | 51 | 52 | -1   | 129  |
| 4    | Memphis Rogues    | 32 | 14 | 18 | 49 | 57 | -8   | 126  |

     Clasifica a la fase final.

#### División del oeste
| Pos. | Equipos              | PJ | G  | P  | GF | GC | Dif. | Pts. |
| ---- | -------------------- | -- | -- | -- | -- | -- | ---- | ---- |
| 1    | Edmonton Drillers    | 32 | 17 | 15 | 58 | 51 | +7   | 149  |
| 2    | California Surf      | 32 | 15 | 17 | 61 | 67 | -6   | 144  |
| 3    | San Diego Sockers    | 32 | 16 | 16 | 53 | 51 | +2   | 140  |
| 4    | San Jose Earthquakes | 32 | 9  | 23 | 45 | 68 | -23  | 95   |

     Clasifica a la fase final.

## Postemporada
|  | Primera ronda            | Primera ronda            | Primera ronda            | Primera ronda            |       |                    | Semifinales de conferencia | Semifinales de conferencia | Semifinales de conferencia | Semifinales de conferencia |  |                    | Finales de conferencia | Finales de conferencia | Finales de conferencia | Finales de conferencia |                 |                 | Soccer Bowl     | Soccer Bowl | Soccer Bowl | Soccer Bowl |
|  |                          |                          |                          |                          |       |                    |                            |                            |                            |                            |  |                    |                        |                        |                        |                        |                 |                 |                 |             |             |             |
|  | Washington Diplomats     | 1                        | 1 (5)                    | 0                        |       |                    |                            |                            |                            |                            |  |                    |                        |                        |                        |                        |                 |                 |                 |             |             |             |
|  | Los Angeles Aztecs       | 0                        | 1 (4)                    | 2                        |       |                    |                            |                            |                            |                            |  |                    |                        |                        |                        |                        |                 |                 |                 |             |             |             |
|  | Los Angeles Aztecs       | 0                        | 1 (4)                    | 2                        |       | Los Angeles Aztecs | 3                          | 0                          | 1 (2)                      |                            |  |                    |                        |                        |                        |                        |                 |                 |                 |             |             |             |
|  |                          |                          |                          |                          |       | Los Angeles Aztecs | 3                          | 0                          | 1 (2)                      |                            |  |                    |                        |                        |                        |                        |                 |                 |                 |             |             |             |
|  |                          | Seattle Sounders         | 0                        | 4                        | 1 (0) |                    |                            |                            |                            |                            |  |                    |                        |                        |                        |                        |                 |                 |                 |             |             |             |
|  | Vancouver Whitecaps      | Seattle Sounders         | 0                        | 4                        | 1 (0) | 1                  | 1                          | -                          |                            |                            |  |                    |                        |                        |                        |                        |                 |                 |                 |             |             |             |
|  | Vancouver Whitecaps      |                          |                          |                          |       | 1                  | 1                          | -                          |                            |                            |  |                    |                        |                        |                        |                        |                 |                 |                 |             |             |             |
|  | Seattle Sounders         | 2                        | 3                        | -                        |       |                    |                            |                            |                            |                            |  |                    |                        |                        |                        |                        |                 |                 |                 |             |             |             |
|  | Seattle Sounders         | 2                        | 3                        | -                        |       |                    |                            |                            |                            |                            |  | Los Angeles Aztecs | 1                      | 1                      | 2                      |                        |                 |                 |                 |             |             |             |
|  | Liga Nacional            |                          |                          |                          |       |                    |                            |                            |                            |                            |  | Los Angeles Aztecs | 1                      | 1                      | 2                      |                        |                 |                 |                 |             |             |             |
|  |                          | New York Cosmos          | 2                        | 3                        | 5     |                    |                            |                            |                            |                            |  |                    |                        |                        |                        |                        |                 |                 |                 |             |             |             |
|  | Minnesota Kicks          | New York Cosmos          | 2                        | 3                        | 5     | 0                  | 0                          | -                          |                            |                            |  |                    |                        |                        |                        |                        |                 |                 |                 |             |             |             |
|  | Minnesota Kicks          |                          |                          |                          |       | 0                  | 0                          | -                          |                            |                            |  |                    |                        |                        |                        |                        |                 |                 |                 |             |             |             |
|  | Dallas Tornado           | 1                        | 2                        | -                        |       |                    |                            |                            |                            |                            |  |                    |                        |                        |                        |                        |                 |                 |                 |             |             |             |
|  | Dallas Tornado           | 1                        | 2                        | -                        |       | Dallas Tornado     | 3                          | 0                          | 0                          |                            |  |                    |                        |                        |                        |                        |                 |                 |                 |             |             |             |
|  |                          |                          |                          |                          |       | Dallas Tornado     | 3                          | 0                          | 0                          |                            |  |                    |                        |                        |                        |                        |                 |                 |                 |             |             |             |
|  |                          | New York Cosmos          | 0                        | 3                        | 3     |                    |                            |                            |                            |                            |  |                    |                        |                        |                        |                        |                 |                 |                 |             |             |             |
|  | Tulsa Roughnecks         | New York Cosmos          | 0                        | 3                        | 3     | 1                  | 1                          | -                          |                            |                            |  |                    |                        |                        |                        |                        |                 |                 |                 |             |             |             |
|  | Tulsa Roughnecks         |                          |                          |                          |       | 1                  | 1                          | -                          |                            |                            |  |                    |                        |                        |                        |                        |                 |                 |                 |             |             |             |
|  | New York Cosmos          | 3                        | 8                        | -                        |       |                    |                            |                            |                            |                            |  |                    |                        |                        |                        |                        |                 |                 |                 |             |             |             |
|  | New York Cosmos          | 3                        | 8                        | -                        |       |                    |                            |                            |                            |                            |  |                    |                        |                        |                        |                        | New York Cosmos | New York Cosmos | New York Cosmos | 3           |             |             |
|  |                          |                          |                          |                          |       |                    |                            |                            |                            |                            |  |                    |                        |                        |                        |                        |                 | New York Cosmos | New York Cosmos | 3           |             |             |
|  |                          | Fort Lauderdale Strikers | Fort Lauderdale Strikers | Fort Lauderdale Strikers | 0     |                    |                            |                            |                            |                            |  |                    |                        |                        |                        |                        |                 |                 |                 |             |             |             |
|  | San Diego Sockers        | Fort Lauderdale Strikers | Fort Lauderdale Strikers | Fort Lauderdale Strikers | 0     | 2                  | 2                          | 1 (3)                      |                            |                            |  |                    |                        |                        |                        |                        |                 |                 |                 |             |             |             |
|  | San Diego Sockers        |                          |                          |                          |       | 2                  | 2                          | 1 (3)                      |                            |                            |  |                    |                        |                        |                        |                        |                 |                 |                 |             |             |             |
|  | Chicago Sting            | 1                        | 3                        | 1 (0)                    |       |                    |                            |                            |                            |                            |  |                    |                        |                        |                        |                        |                 |                 |                 |             |             |             |
|  | Chicago Sting            | 1                        | 3                        | 1 (0)                    |       | San Diego Sockers  | 6                          | 0                          | 1 (2)                      |                            |  |                    |                        |                        |                        |                        |                 |                 |                 |             |             |             |
|  |                          |                          |                          |                          |       | San Diego Sockers  | 6                          | 0                          | 1 (2)                      |                            |  |                    |                        |                        |                        |                        |                 |                 |                 |             |             |             |
|  |                          | Tampa Bay Rowdies        | 3                        | 6                        | 1 (0) |                    |                            |                            |                            |                            |  |                    |                        |                        |                        |                        |                 |                 |                 |             |             |             |
|  | Tampa Bay Rowdies        | Tampa Bay Rowdies        | 3                        | 6                        | 1 (0) | 1                  | 4                          | -                          |                            |                            |  |                    |                        |                        |                        |                        |                 |                 |                 |             |             |             |
|  | Tampa Bay Rowdies        |                          |                          |                          |       | 1                  | 4                          | -                          |                            |                            |  |                    |                        |                        |                        |                        |                 |                 |                 |             |             |             |
|  | New England Tea Men      | 0                        | 0                        | -                        |       |                    |                            |                            |                            |                            |  |                    |                        |                        |                        |                        |                 |                 |                 |             |             |             |
|  | New England Tea Men      | 0                        | 0                        | -                        |       |                    |                            |                            |                            |                            |  | San Diego Sockers  | 0                      | 0                      | 0                      |                        |                 |                 |                 |             |             |             |
|  | Liga Americana           |                          |                          |                          |       |                    |                            |                            |                            |                            |  | San Diego Sockers  | 0                      | 0                      | 0                      |                        |                 |                 |                 |             |             |             |
|  |                          | Fort Lauderdale Strikers | 2                        | 2                        | 4     |                    |                            |                            |                            |                            |  |                    |                        |                        |                        |                        |                 |                 |                 |             |             |             |
|  | Houston Hurricane        | Fort Lauderdale Strikers | 2                        | 2                        | 4     | 1                  | 1                          | 0                          |                            |                            |  |                    |                        |                        |                        |                        |                 |                 |                 |             |             |             |
|  | Houston Hurricane        |                          |                          |                          |       | 1                  | 1                          | 0                          |                            |                            |  |                    |                        |                        |                        |                        |                 |                 |                 |             |             |             |
|  | Edmonton Drillers        | 2                        | 0                        | 1                        |       |                    |                            |                            |                            |                            |  |                    |                        |                        |                        |                        |                 |                 |                 |             |             |             |
|  | Edmonton Drillers        | 2                        | 0                        | 1                        |       | Edmonton Drillers  | 0                          | 2 (2)                      | 0                          |                            |  |                    |                        |                        |                        |                        |                 |                 |                 |             |             |             |
|  |                          |                          |                          |                          |       | Edmonton Drillers  | 0                          | 2 (2)                      | 0                          |                            |  |                    |                        |                        |                        |                        |                 |                 |                 |             |             |             |
|  |                          | Fort Lauderdale Strikers | 1                        | 2 (1)                    | 3     |                    |                            |                            |                            |                            |  |                    |                        |                        |                        |                        |                 |                 |                 |             |             |             |
|  | California Surf          | Fort Lauderdale Strikers | 1                        | 2 (1)                    | 3     | 1                  | 2                          | 0 (2)                      |                            |                            |  |                    |                        |                        |                        |                        |                 |                 |                 |             |             |             |
|  | California Surf          |                          |                          |                          |       | 1                  | 2                          | 0 (2)                      |                            |                            |  |                    |                        |                        |                        |                        |                 |                 |                 |             |             |             |
|  | Fort Lauderdale Strikers | 2                        | 0                        | 0 (3)                    |       |                    |                            |                            |                            |                            |  |                    |                        |                        |                        |                        |                 |                 |                 |             |             |             |

| Bandera de Estados Unidos             |
| Campeón New York Cosmos Cuarto título |

## Goleadores
| Jugador             | Equipo           | Goles | Puntos |
| ------------------- | ---------------- | ----- | ------ |
| Giorgio Chinaglia   | New York Cosmos  | 32    | 77     |
| Karl-Heinz Granitza | Chicago Sting    | 19    | 64     |
| Roger Davies        | Seattle Sounders | 25    | 61     |

## Premios

### Reconocimientos individuales
- Jugador más valioso

 Roger Davies (Seattle Sounders)
- Entrenador del año

  Alan Hinton (Seattle Sounders)
- Novato del año

 Jeff Durgan (New York Cosmos)